# Boucles de la Mayenne 2023
Els Boucles de la Mayenne 2023 fou la 48a edició dels Boucles de la Mayenne. La cursa es disputà entre el 25 i el 28 de maig de 2023, amb un recorregut de 537,6 km repartits entre un quatre etapes. La cursa formava part de l'UCI ProSeries 2023, en la categoria 2.Pro.
El vencedor final fou el basc Oier Lazkano (Movistar Team). Arnaud Démare (Groupama-FDJ) i Axel Zingle (Cofidis) completaren el podi.

## Equips participants
En aquesta edició hi prendran part 21 equips, sis WorldTeams, onze ProTeams i quatre equips continentals.
| WorldTeams (6)- AG2R Citroën Team - Cofidis - Groupama-FDJ - Movistar Team - Arkéa-Samsic - UAE Team Emirates ProTeams (11)- Bingoal WB - Burgos-BH - Caja Rural-Seguros RGA - Equipo Kern Pharma - Human Powered Health - Lotto Dstny - Q36.5 Pro Cycling Team - Team Flanders-Baloise - TotalEnergies - Tudor Pro Cycling Team - Uno-X Pro Cycling Team Equips continentals (4)- CIC U Nantes Atlantique - Van Rysel-Roubaix Lille Métropole - Nice Métropole Côte d'Azur - Saint Michel-Mavic-Auber 93 |
| |

## Etapes
| Etapa    | Data       | Ciutats d'etapa                              | type                      | Distància (km) | Desnivell (m) | Vencedor de l'etapa | Líder de la general |
| -------- | ---------- | -------------------------------------------- | ------------------------- | -------------- | ------------- | ------------------- | ------------------- |
| Pròleg   | 25 de maig | Laval – Laval                                | contrarellotge individual | 4,1            | 51 m          | Ivo Oliveira        | Ivo Oliveira        |
| 1a etapa | 26 de maig | Saint-Mars-sur-Colmont – Lassay-les-Châteaux | etapa accidentada         | 185,2          | 2.414 m       | Oier Lazkano López  | Oier Lazkano López  |
| 2a etapa | 27 de maig | Saint-Berthevin – Meslay-du-Maine            | etapa plana               | 181,3          | 1.165 m       | Arnaud Démare       | Oier Lazkano López  |
| 3a etapa | 28 de maig | Montsûrs – Laval                             | etapa accidentada         | 167            | 1.906 m       | Arvid de Kleijn     | Oier Lazkano López  |

### Pròleg
| \| Classificació de l'etapa \| Classificació de l'etapa \| Classificació de l'etapa \| Classificació de l'etapa \| Classificació de l'etapa \| \| Corredor \| Corredor \| Equip \| Temps \| \| \| ------------------------ \| --------------------------- \| ------------------------ \| ------------------------ \| ------------------------ \| \| 1r \| Ivo Oliveira \| UAE Team Emirates \| 5' 17" \| \| \| 2n \| Axel Zingle \| Cofidis \| + 2" \| \| \| 3r \| Benoît Cosnefroy \| AG2R Citroën Team \| + 3" \| \| \| 4t \| Mathias Norsgaard Jørgensen \| Movistar Team \| + 4" \| \| \| 5è \| Maikel Zijlaard \| Tudor Pro Cycling Team \| + 6" \| \| \| 6è \| Arnaud Démare \| Groupama-FDJ \| + 6" \| \| \| 7è \| Lorenzo Germani \| Groupama-FDJ \| + 6" \| \| \| 8è \| Tom Bohli \| Tudor Pro Cycling Team \| + 7" \| \| \| 9è \| Ewen Costiou \| Arkéa-Samsic \| + 7" \| \| \| 10è \| Dries Van Gestel \| TotalEnergies \| + 7" \| \| |                             |                        |        |
| |                             |                        |        |
| Font: ProCyclingStats |                             |                        |        |
| Classificació de l'etapa |                             |                        |        |
| Corredor | Corredor                    | Equip                  | Temps  |
| 1r | Ivo Oliveira                | UAE Team Emirates      | 5' 17" |
| 2n | Axel Zingle                 | Cofidis                | + 2"   |
| 3r | Benoît Cosnefroy            | AG2R Citroën Team      | + 3"   |
| 4t | Mathias Norsgaard Jørgensen | Movistar Team          | + 4"   |
| 5è | Maikel Zijlaard             | Tudor Pro Cycling Team | + 6"   |
| 6è | Arnaud Démare               | Groupama-FDJ           | + 6"   |
| 7è | Lorenzo Germani             | Groupama-FDJ           | + 6"   |
| 8è | Tom Bohli                   | Tudor Pro Cycling Team | + 7"   |
| 9è | Ewen Costiou                | Arkéa-Samsic           | + 7"   |
| 10è | Dries Van Gestel            | TotalEnergies          | + 7"   |

| \| Classificació general \| Classificació general \| Classificació general \| Classificació general \| Classificació general \| \| Corredor \| Corredor \| Equip \| Temps \| \| \| --------------------- \| --------------------------- \| ---------------------- \| --------------------- \| --------------------- \| \| 1r \| Ivo Oliveira \| UAE Team Emirates \| 5' 17" \| \| \| 2n \| Axel Zingle \| Cofidis \| + 2" \| \| \| 3r \| Benoît Cosnefroy \| AG2R Citroën Team \| + 3" \| \| \| 4t \| Mathias Norsgaard Jørgensen \| Movistar Team \| + 4" \| \| \| 5è \| Maikel Zijlaard \| Tudor Pro Cycling Team \| + 6" \| \| \| 6è \| Arnaud Démare \| Groupama-FDJ \| + 6" \| \| \| 7è \| Lorenzo Germani \| Groupama-FDJ \| + 6" \| \| \| 8è \| Tom Bohli \| Tudor Pro Cycling Team \| + 7" \| \| \| 9è \| Ewen Costiou \| Arkéa-Samsic \| + 7" \| \| \| 10è \| Dries Van Gestel \| TotalEnergies \| + 7" \| \| |                             |                        |        |
| |                             |                        |        |
| Font: ProCyclingStats |                             |                        |        |
| Classificació general |                             |                        |        |
| Corredor | Corredor                    | Equip                  | Temps  |
| 1r | Ivo Oliveira                | UAE Team Emirates      | 5' 17" |
| 2n | Axel Zingle                 | Cofidis                | + 2"   |
| 3r | Benoît Cosnefroy            | AG2R Citroën Team      | + 3"   |
| 4t | Mathias Norsgaard Jørgensen | Movistar Team          | + 4"   |
| 5è | Maikel Zijlaard             | Tudor Pro Cycling Team | + 6"   |
| 6è | Arnaud Démare               | Groupama-FDJ           | + 6"   |
| 7è | Lorenzo Germani             | Groupama-FDJ           | + 6"   |
| 8è | Tom Bohli                   | Tudor Pro Cycling Team | + 7"   |
| 9è | Ewen Costiou                | Arkéa-Samsic           | + 7"   |
| 10è | Dries Van Gestel            | TotalEnergies          | + 7"   |

### Etapa 1
| \| Classificació de l'etapa \| Classificació de l'etapa \| Classificació de l'etapa \| Classificació de l'etapa \| Classificació de l'etapa \| \| Corredor \| Corredor \| Equip \| Temps \| \| \| ------------------------ \| ------------------------ \| --------------------------------- \| ------------------------ \| ------------------------ \| \| 1r \| Oier Lazkano López \| Movistar Team \| 4h 33' 37" \| \| \| 2n \| Célestin Guillon \| Van Rysel-Roubaix Lille Métropole \| + 31" \| \| \| 3r \| Jacob Hindsgaul Madsen \| Uno-X Pro Cycling Team \| + 32" \| \| \| 4t \| Arnaud Démare \| Groupama-FDJ \| + 41" \| \| \| 5è \| Sandy Dujardin \| TotalEnergies \| + 41" \| \| \| 6è \| Axel Zingle \| Cofidis \| + 41" \| \| \| 7è \| Milan Menten \| Lotto Dstny \| + 41" \| \| \| 8è \| Clément Venturini \| AG2R Citroën Team \| + 41" \| \| \| 9è \| Jon Barrenetxea \| Caja Rural-Seguros RGA \| + 41" \| \| \| 10è \| Manuel Peñalver \| Burgos-BH \| + 41" \| \| |                        |                                   |            |
| |                        |                                   |            |
| Font: ProCyclingStats |                        |                                   |            |
| Classificació de l'etapa |                        |                                   |            |
| Corredor | Corredor               | Equip                             | Temps      |
| 1r | Oier Lazkano López     | Movistar Team                     | 4h 33' 37" |
| 2n | Célestin Guillon       | Van Rysel-Roubaix Lille Métropole | + 31"      |
| 3r | Jacob Hindsgaul Madsen | Uno-X Pro Cycling Team            | + 32"      |
| 4t | Arnaud Démare          | Groupama-FDJ                      | + 41"      |
| 5è | Sandy Dujardin         | TotalEnergies                     | + 41"      |
| 6è | Axel Zingle            | Cofidis                           | + 41"      |
| 7è | Milan Menten           | Lotto Dstny                       | + 41"      |
| 8è | Clément Venturini      | AG2R Citroën Team                 | + 41"      |
| 9è | Jon Barrenetxea        | Caja Rural-Seguros RGA            | + 41"      |
| 10è | Manuel Peñalver        | Burgos-BH                         | + 41"      |

| \| Classificació general \| Classificació general \| Classificació general \| Classificació general \| Classificació general \| \| Corredor \| Corredor \| Equip \| Temps \| \| \| --------------------- \| ---------------------- \| --------------------------------- \| --------------------- \| --------------------- \| \| 1r \| Oier Lazkano López \| Movistar Team \| 4h 34' 23" \| \| \| 2n \| Ivo Oliveira \| UAE Team Emirates \| + 42" \| \| \| 3r \| Jacob Hindsgaul Madsen \| Uno-X Pro Cycling Team \| + 44" \| \| \| 4t \| Axel Zingle \| Cofidis \| + 44" \| \| \| 5è \| Benoît Cosnefroy \| AG2R Citroën Team \| + 45" \| \| \| 6è \| Célestin Guillon \| Van Rysel-Roubaix Lille Métropole \| + 48" \| \| \| 7è \| Arnaud Démare \| Groupama-FDJ \| + 48" \| \| \| 8è \| Ewen Costiou \| Arkéa-Samsic \| + 49" \| \| \| 9è \| Dries Van Gestel \| TotalEnergies \| + 49" \| \| \| 10è \| Sandy Dujardin \| TotalEnergies \| + 50" \| \| |                        |                                   |            |
| |                        |                                   |            |
| Font: ProCyclingStats |                        |                                   |            |
| Classificació general |                        |                                   |            |
| Corredor | Corredor               | Equip                             | Temps      |
| 1r | Oier Lazkano López     | Movistar Team                     | 4h 34' 23" |
| 2n | Ivo Oliveira           | UAE Team Emirates                 | + 42"      |
| 3r | Jacob Hindsgaul Madsen | Uno-X Pro Cycling Team            | + 44"      |
| 4t | Axel Zingle            | Cofidis                           | + 44"      |
| 5è | Benoît Cosnefroy       | AG2R Citroën Team                 | + 45"      |
| 6è | Célestin Guillon       | Van Rysel-Roubaix Lille Métropole | + 48"      |
| 7è | Arnaud Démare          | Groupama-FDJ                      | + 48"      |
| 8è | Ewen Costiou           | Arkéa-Samsic                      | + 49"      |
| 9è | Dries Van Gestel       | TotalEnergies                     | + 49"      |
| 10è | Sandy Dujardin         | TotalEnergies                     | + 50"      |

### Etapa 2
| \| Classificació de l'etapa \| Classificació de l'etapa \| Classificació de l'etapa \| Classificació de l'etapa \| Classificació de l'etapa \| \| Corredor \| Corredor \| Equip \| Temps \| \| \| ------------------------ \| ------------------------ \| ------------------------ \| ------------------------ \| ------------------------ \| \| 1r \| Arnaud Démare \| Groupama-FDJ \| 4h 05' 42" \| \| \| 2n \| Milan Menten \| Lotto Dstny \| + 0" \| \| \| 3r \| Arvid de Kleijn \| Tudor Pro Cycling Team \| + 0" \| \| \| 4t \| Tord Gudmestad \| Uno-X Pro Cycling Team \| + 0" \| \| \| 5è \| Matteo Malucelli \| Bingoal WB \| + 0" \| \| \| 6è \| Jason Tesson \| TotalEnergies \| + 0" \| \| \| 7è \| Axel Zingle \| Cofidis \| + 0" \| \| \| 8è \| Dries Van Gestel \| TotalEnergies \| + 0" \| \| \| 9è \| Manuel Peñalver \| Burgos-BH \| + 0" \| \| \| 10è \| Clément Venturini \| AG2R Citroën Team \| + 0" \| \| |                   |                        |            |
| |                   |                        |            |
| Font: ProCyclingStats |                   |                        |            |
| Classificació de l'etapa |                   |                        |            |
| Corredor | Corredor          | Equip                  | Temps      |
| 1r | Arnaud Démare     | Groupama-FDJ           | 4h 05' 42" |
| 2n | Milan Menten      | Lotto Dstny            | + 0"       |
| 3r | Arvid de Kleijn   | Tudor Pro Cycling Team | + 0"       |
| 4t | Tord Gudmestad    | Uno-X Pro Cycling Team | + 0"       |
| 5è | Matteo Malucelli  | Bingoal WB             | + 0"       |
| 6è | Jason Tesson      | TotalEnergies          | + 0"       |
| 7è | Axel Zingle       | Cofidis                | + 0"       |
| 8è | Dries Van Gestel  | TotalEnergies          | + 0"       |
| 9è | Manuel Peñalver   | Burgos-BH              | + 0"       |
| 10è | Clément Venturini | AG2R Citroën Team      | + 0"       |

| \| Classificació general \| Classificació general \| Classificació general \| Classificació general \| Classificació general \| \| Corredor \| Corredor \| Equip \| Temps \| \| \| --------------------- \| ---------------------- \| --------------------------------- \| --------------------- \| --------------------- \| \| 1r \| Oier Lazkano López \| Movistar Team \| 8h 40' 05" \| \| \| 2n \| Arnaud Démare \| Groupama-FDJ \| + 38" \| \| \| 3r \| Ivo Oliveira \| UAE Team Emirates \| + 40" \| \| \| 4t \| Axel Zingle \| Cofidis \| + 41" \| \| \| 5è \| Milan Menten \| Lotto Dstny \| + 43" \| \| \| 6è \| Jacob Hindsgaul Madsen \| Uno-X Pro Cycling Team \| + 43" \| \| \| 7è \| Sandy Dujardin \| TotalEnergies \| + 45" \| \| \| 8è \| Benoît Cosnefroy \| AG2R Citroën Team \| + 45" \| \| \| 9è \| Célestin Guillon \| Van Rysel-Roubaix Lille Métropole \| + 48" \| \| \| 10è \| Ewen Costiou \| Arkéa-Samsic \| + 49" \| \| |                        |                                   |            |
| |                        |                                   |            |
| Font: ProCyclingStats |                        |                                   |            |
| Classificació general |                        |                                   |            |
| Corredor | Corredor               | Equip                             | Temps      |
| 1r | Oier Lazkano López     | Movistar Team                     | 8h 40' 05" |
| 2n | Arnaud Démare          | Groupama-FDJ                      | + 38"      |
| 3r | Ivo Oliveira           | UAE Team Emirates                 | + 40"      |
| 4t | Axel Zingle            | Cofidis                           | + 41"      |
| 5è | Milan Menten           | Lotto Dstny                       | + 43"      |
| 6è | Jacob Hindsgaul Madsen | Uno-X Pro Cycling Team            | + 43"      |
| 7è | Sandy Dujardin         | TotalEnergies                     | + 45"      |
| 8è | Benoît Cosnefroy       | AG2R Citroën Team                 | + 45"      |
| 9è | Célestin Guillon       | Van Rysel-Roubaix Lille Métropole | + 48"      |
| 10è | Ewen Costiou           | Arkéa-Samsic                      | + 49"      |

### Etapa 3
| \| Classificació de l'etapa \| Classificació de l'etapa \| Classificació de l'etapa \| Classificació de l'etapa \| Classificació de l'etapa \| \| Corredor \| Corredor \| Equip \| Temps \| \| \| ------------------------ \| ------------------------- \| ------------------------ \| ------------------------ \| ------------------------ \| \| 1r \| Arvid de Kleijn \| Tudor Pro Cycling Team \| 3h 55' 22" \| \| \| 2n \| Arnaud Démare \| Groupama-FDJ \| + 0" \| \| \| 3r \| Axel Zingle \| Cofidis \| + 0" \| \| \| 4t \| Stian Fredheim \| Uno-X Pro Cycling Team \| + 0" \| \| \| 5è \| Milan Menten \| Lotto Dstny \| + 0" \| \| \| 6è \| Gonzalo Serrano Rodríguez \| Movistar Team \| + 0" \| \| \| 7è \| Nicolò Parisini \| Q36.5 Pro Cycling Team \| + 0" \| \| \| 8è \| Manuel Peñalver \| Burgos-BH \| + 0" \| \| \| 9è \| Pierre Gautherat \| AG2R Citroën Team \| + 0" \| \| \| 10è \| Matteo Malucelli \| Bingoal WB \| + 0" \| \| |                           |                        |            |
| |                           |                        |            |
| Font: ProCyclingStats |                           |                        |            |
| Classificació de l'etapa |                           |                        |            |
| Corredor | Corredor                  | Equip                  | Temps      |
| 1r | Arvid de Kleijn           | Tudor Pro Cycling Team | 3h 55' 22" |
| 2n | Arnaud Démare             | Groupama-FDJ           | + 0"       |
| 3r | Axel Zingle               | Cofidis                | + 0"       |
| 4t | Stian Fredheim            | Uno-X Pro Cycling Team | + 0"       |
| 5è | Milan Menten              | Lotto Dstny            | + 0"       |
| 6è | Gonzalo Serrano Rodríguez | Movistar Team          | + 0"       |
| 7è | Nicolò Parisini           | Q36.5 Pro Cycling Team | + 0"       |
| 8è | Manuel Peñalver           | Burgos-BH              | + 0"       |
| 9è | Pierre Gautherat          | AG2R Citroën Team      | + 0"       |
| 10è | Matteo Malucelli          | Bingoal WB             | + 0"       |

## Classificacions finals

### Classificació final
| \| Classificació general \| Classificació general \| Classificació general \| Classificació general \| Classificació general \| \| Corredor \| Corredor \| Equip \| Temps \| \| \| --------------------- \| --------------------------- \| ---------------------- \| --------------------- \| --------------------- \| \| 1r \| Oier Lazkano López \| Movistar Team \| 12h 35' 30" \| \| \| 2n \| Arnaud Démare \| Groupama-FDJ \| + 29" \| \| \| 3r \| Axel Zingle \| Cofidis \| + 33" \| \| \| 4t \| Ivo Oliveira \| UAE Team Emirates \| + 38" \| \| \| 5è \| Milan Menten \| Lotto Dstny \| + 40" \| \| \| 6è \| Jacob Hindsgaul Madsen \| Uno-X Pro Cycling Team \| + 43" \| \| \| 7è \| Sandy Dujardin \| TotalEnergies \| + 45" \| \| \| 8è \| Benoît Cosnefroy \| AG2R Citroën Team \| + 45" \| \| \| 9è \| Mathias Norsgaard Jørgensen \| Movistar Team \| + 46" \| \| \| 10è \| Clément Venturini \| AG2R Citroën Team \| + 47" \| \| |                             |                        |             |
| |                             |                        |             |
| Font: ProCyclingStats |                             |                        |             |
| Classificació general |                             |                        |             |
| Corredor | Corredor                    | Equip                  | Temps       |
| 1r | Oier Lazkano López          | Movistar Team          | 12h 35' 30" |
| 2n | Arnaud Démare               | Groupama-FDJ           | + 29"       |
| 3r | Axel Zingle                 | Cofidis                | + 33"       |
| 4t | Ivo Oliveira                | UAE Team Emirates      | + 38"       |
| 5è | Milan Menten                | Lotto Dstny            | + 40"       |
| 6è | Jacob Hindsgaul Madsen      | Uno-X Pro Cycling Team | + 43"       |
| 7è | Sandy Dujardin              | TotalEnergies          | + 45"       |
| 8è | Benoît Cosnefroy            | AG2R Citroën Team      | + 45"       |
| 9è | Mathias Norsgaard Jørgensen | Movistar Team          | + 46"       |
| 10è | Clément Venturini           | AG2R Citroën Team      | + 47"       |

### Classificacions secundàries
| Classificació per punts | Classificació per punts | Classificació per punts           | Classificació per punts | Classificació per punts |
| Corredor                | Corredor                | Equip                             | Punts                   |                         |
| ----------------------- | ----------------------- | --------------------------------- | ----------------------- | ----------------------- |
| 1r                      | Arnaud Démare           | Groupama-FDJ                      | 69 pts                  |                         |
| 2n                      | Axel Zingle             | Cofidis                           | 62 pts                  |                         |
| 3r                      | Milan Menten            | Lotto Dstny                       | 48 pts                  |                         |
| 4t                      | Arvid de Kleijn         | Tudor Pro Cycling Team            | 41 pts                  |                         |
| 5è                      | Oier Lazkano López      | Movistar Team                     | 37 pts                  |                         |
| 6è                      | Ivo Oliveira            | UAE Team Emirates                 | 29 pts                  |                         |
| 7è                      | Jacob Hindsgaul Madsen  | Uno-X Pro Cycling Team            | 28 pts                  |                         |
| 8è                      | Sandy Dujardin          | TotalEnergies                     | 27 pts                  |                         |
| 9è                      | Célestin Guillon        | Van Rysel-Roubaix Lille Métropole | 24 pts                  |                         |
| 10è                     | Manuel Peñalver         | Burgos-BH                         | 21 pts                  |                         |

| Classificació per punts | Classificació per punts | Classificació per punts           | Classificació per punts | Classificació per punts |
| Corredor                | Corredor                | Equip                             | Punts                   |                         |
| ----------------------- | ----------------------- | --------------------------------- | ----------------------- | ----------------------- |
| 1r                      | Arnaud Démare           | Groupama-FDJ                      | 69 pts                  |                         |
| 2n                      | Axel Zingle             | Cofidis                           | 62 pts                  |                         |
| 3r                      | Milan Menten            | Lotto Dstny                       | 48 pts                  |                         |
| 4t                      | Arvid de Kleijn         | Tudor Pro Cycling Team            | 41 pts                  |                         |
| 5è                      | Oier Lazkano López      | Movistar Team                     | 37 pts                  |                         |
| 6è                      | Ivo Oliveira            | UAE Team Emirates                 | 29 pts                  |                         |
| 7è                      | Jacob Hindsgaul Madsen  | Uno-X Pro Cycling Team            | 28 pts                  |                         |
| 8è                      | Sandy Dujardin          | TotalEnergies                     | 27 pts                  |                         |
| 9è                      | Célestin Guillon        | Van Rysel-Roubaix Lille Métropole | 24 pts                  |                         |
| 10è                     | Manuel Peñalver         | Burgos-BH                         | 21 pts                  |                         |

| Classificació de la muntanya | Classificació de la muntanya | Classificació de la muntanya      | Classificació de la muntanya | Classificació de la muntanya |
| Corredor                     | Corredor                     | Equip                             | Punts                        |                              |
| ---------------------------- | ---------------------------- | --------------------------------- | ---------------------------- | ---------------------------- |
| 1r                           | Jacob Hindsgaul Madsen       | Uno-X Pro Cycling Team            | 45 pts                       |                              |
| 2n                           | Marco Tizza                  | Bingoal WB                        | 26 pts                       |                              |
| 3r                           | Flavien Maurelet             | Saint Michel-Mavic-Auber 93       | 16 pts                       |                              |
| 4t                           | Célestin Guillon             | Van Rysel-Roubaix Lille Métropole | 15 pts                       |                              |
| 5è                           | Maximilien Juillard          | Van Rysel-Roubaix Lille Métropole | 9 pts                        |                              |
| 6è                           | Maël Guégan                  | CIC U Nantes Atlantique           | 9 pts                        |                              |
| 7è                           | Oier Lazkano López           | Movistar Team                     | 8 pts                        |                              |
| 8è                           | Jon Barrenetxea              | Caja Rural-Seguros RGA            | 8 pts                        |                              |
| 9è                           | Ewen Costiou                 | Arkéa-Samsic                      | 6 pts                        |                              |
| 10è                          | Samuel Leroux                | Van Rysel-Roubaix Lille Métropole | 6 pts                        |                              |

| Classificació de la muntanya | Classificació de la muntanya | Classificació de la muntanya      | Classificació de la muntanya | Classificació de la muntanya |
| Corredor                     | Corredor                     | Equip                             | Punts                        |                              |
| ---------------------------- | ---------------------------- | --------------------------------- | ---------------------------- | ---------------------------- |
| 1r                           | Jacob Hindsgaul Madsen       | Uno-X Pro Cycling Team            | 45 pts                       |                              |
| 2n                           | Marco Tizza                  | Bingoal WB                        | 26 pts                       |                              |
| 3r                           | Flavien Maurelet             | Saint Michel-Mavic-Auber 93       | 16 pts                       |                              |
| 4t                           | Célestin Guillon             | Van Rysel-Roubaix Lille Métropole | 15 pts                       |                              |
| 5è                           | Maximilien Juillard          | Van Rysel-Roubaix Lille Métropole | 9 pts                        |                              |
| 6è                           | Maël Guégan                  | CIC U Nantes Atlantique           | 9 pts                        |                              |
| 7è                           | Oier Lazkano López           | Movistar Team                     | 8 pts                        |                              |
| 8è                           | Jon Barrenetxea              | Caja Rural-Seguros RGA            | 8 pts                        |                              |
| 9è                           | Ewen Costiou                 | Arkéa-Samsic                      | 6 pts                        |                              |
| 10è                          | Samuel Leroux                | Van Rysel-Roubaix Lille Métropole | 6 pts                        |                              |

| Classificació per punts | Classificació per punts | Classificació per punts           | Classificació per punts | Classificació per punts |
| Corredor                | Corredor                | Equip                             | Punts                   |                         |
| ----------------------- | ----------------------- | --------------------------------- | ----------------------- | ----------------------- |
| 1r                      | Arnaud Démare           | Groupama-FDJ                      | 69 pts                  |                         |
| 2n                      | Axel Zingle             | Cofidis                           | 62 pts                  |                         |
| 3r                      | Milan Menten            | Lotto Dstny                       | 48 pts                  |                         |
| 4t                      | Arvid de Kleijn         | Tudor Pro Cycling Team            | 41 pts                  |                         |
| 5è                      | Oier Lazkano López      | Movistar Team                     | 37 pts                  |                         |
| 6è                      | Ivo Oliveira            | UAE Team Emirates                 | 29 pts                  |                         |
| 7è                      | Jacob Hindsgaul Madsen  | Uno-X Pro Cycling Team            | 28 pts                  |                         |
| 8è                      | Sandy Dujardin          | TotalEnergies                     | 27 pts                  |                         |
| 9è                      | Célestin Guillon        | Van Rysel-Roubaix Lille Métropole | 24 pts                  |                         |
| 10è                     | Manuel Peñalver         | Burgos-BH                         | 21 pts                  |                         |

| Classificació per punts | Classificació per punts | Classificació per punts           | Classificació per punts | Classificació per punts |
| Corredor                | Corredor                | Equip                             | Punts                   |                         |
| ----------------------- | ----------------------- | --------------------------------- | ----------------------- | ----------------------- |
| 1r                      | Arnaud Démare           | Groupama-FDJ                      | 69 pts                  |                         |
| 2n                      | Axel Zingle             | Cofidis                           | 62 pts                  |                         |
| 3r                      | Milan Menten            | Lotto Dstny                       | 48 pts                  |                         |
| 4t                      | Arvid de Kleijn         | Tudor Pro Cycling Team            | 41 pts                  |                         |
| 5è                      | Oier Lazkano López      | Movistar Team                     | 37 pts                  |                         |
| 6è                      | Ivo Oliveira            | UAE Team Emirates                 | 29 pts                  |                         |
| 7è                      | Jacob Hindsgaul Madsen  | Uno-X Pro Cycling Team            | 28 pts                  |                         |
| 8è                      | Sandy Dujardin          | TotalEnergies                     | 27 pts                  |                         |
| 9è                      | Célestin Guillon        | Van Rysel-Roubaix Lille Métropole | 24 pts                  |                         |
| 10è                     | Manuel Peñalver         | Burgos-BH                         | 21 pts                  |                         |

| Classificació per equips | Classificació per equips          | Classificació per equips | Classificació per equips |
| Equip                    | Equip                             | Temps                    |                          |
| ------------------------ | --------------------------------- | ------------------------ | ------------------------ |
| 1r                       | Movistar Team                     | 37h 48' 26"              |                          |
| 2n                       | Groupama-FDJ                      | + 32"                    |                          |
| 3r                       | TotalEnergies                     | + 34"                    |                          |
| 4t                       | Arkéa-Samsic                      | + 39"                    |                          |
| 5è                       | Van Rysel-Roubaix Lille Métropole | + 43"                    |                          |
| 6è                       | Uno-X Pro Cycling Team            | + 45"                    |                          |
| 7è                       | Q36.5 Pro Cycling Team            | + 56"                    |                          |
| 8è                       | Bingoal WB                        | + 1' 01"                 |                          |
| 9è                       | Burgos-BH                         | + 1' 02"                 |                          |
| 10è                      | Equipo Kern Pharma                | + 1' 03"                 |                          |

| Classificació per equips | Classificació per equips          | Classificació per equips | Classificació per equips |
| Equip                    | Equip                             | Temps                    |                          |
| ------------------------ | --------------------------------- | ------------------------ | ------------------------ |
| 1r                       | Movistar Team                     | 37h 48' 26"              |                          |
| 2n                       | Groupama-FDJ                      | + 32"                    |                          |
| 3r                       | TotalEnergies                     | + 34"                    |                          |
| 4t                       | Arkéa-Samsic                      | + 39"                    |                          |
| 5è                       | Van Rysel-Roubaix Lille Métropole | + 43"                    |                          |
| 6è                       | Uno-X Pro Cycling Team            | + 45"                    |                          |
| 7è                       | Q36.5 Pro Cycling Team            | + 56"                    |                          |
| 8è                       | Bingoal WB                        | + 1' 01"                 |                          |
| 9è                       | Burgos-BH                         | + 1' 02"                 |                          |
| 10è                      | Equipo Kern Pharma                | + 1' 03"                 |                          |

## Evolució de les classificacions
| Etapa                  | Vencedor               | Classificació general | Classificació per punts | Classificació de la muntanya | Classificació dels joves | Classificació per equips |
| ---------------------- | ---------------------- | --------------------- | ----------------------- | ---------------------------- | ------------------------ | ------------------------ |
| 1                      | Ivo Oliveira           | Ivo Oliveira          | Ivo Oliveira            | No entregat                  | Maikel Zijlaard          | AG2R Citroën             |
| 2                      | Oier Lazkano           | Oier Lazkano          | Oier Lazkano            | Jacob Hindsgaul Madsen       | Oier Lazkano             | Movistar Team            |
| 3                      | Arnaud Démare          | Oier Lazkano          | Arnaud Démare           | Jacob Hindsgaul Madsen       | Oier Lazkano             | Movistar Team            |
| 4                      | Arvid de Kleijn        | Oier Lazkano          | Arnaud Démare           | Jacob Hindsgaul Madsen       | Oier Lazkano             | Movistar Team            |
| Classificacions finals | Classificacions finals | Oier Lazkano          | Arnaud Démare           | Jacob Hindsgaul Madsen       | Oier Lazkano             | Movistar Team            |